# Bernd Rosenheim

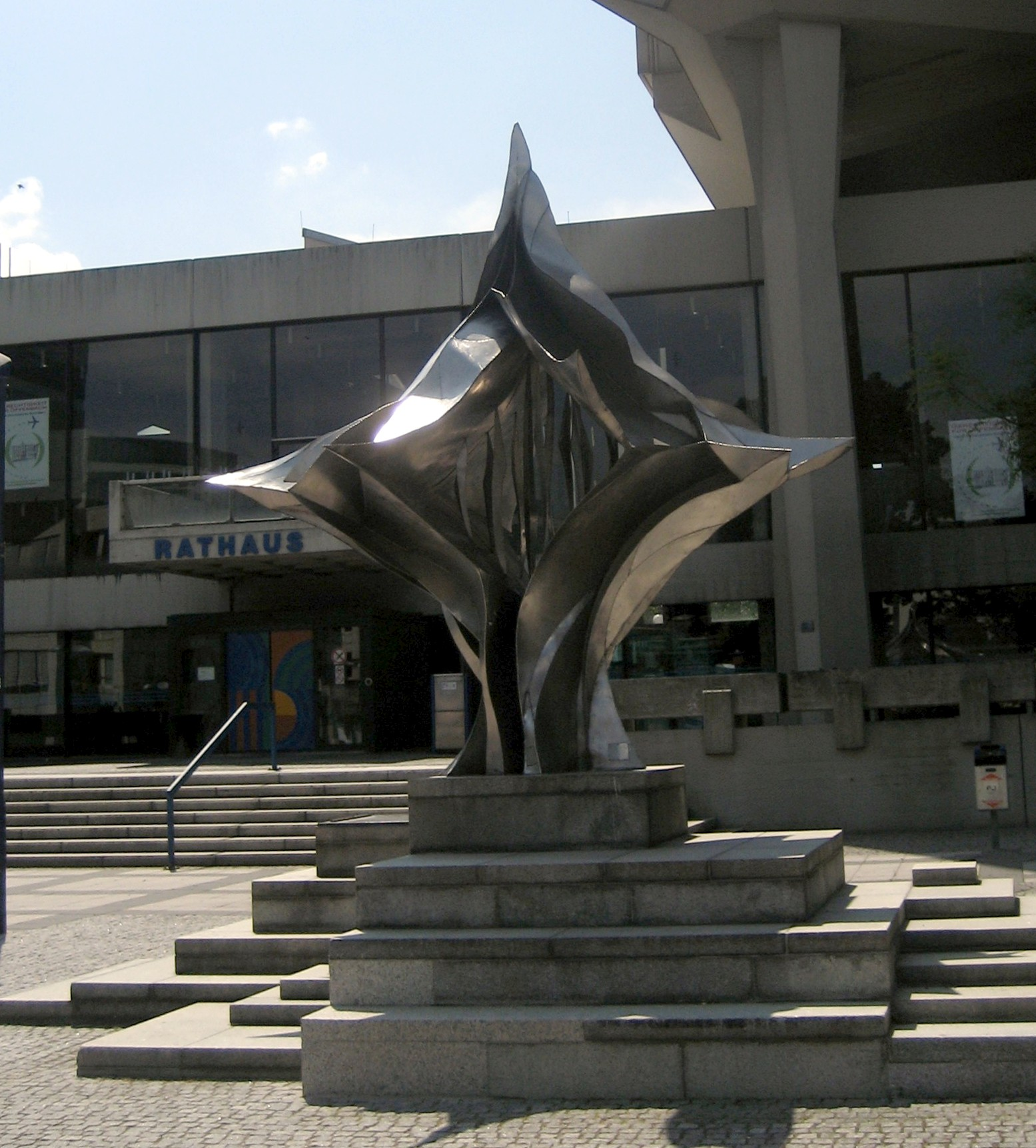
Flamme in Offenbach

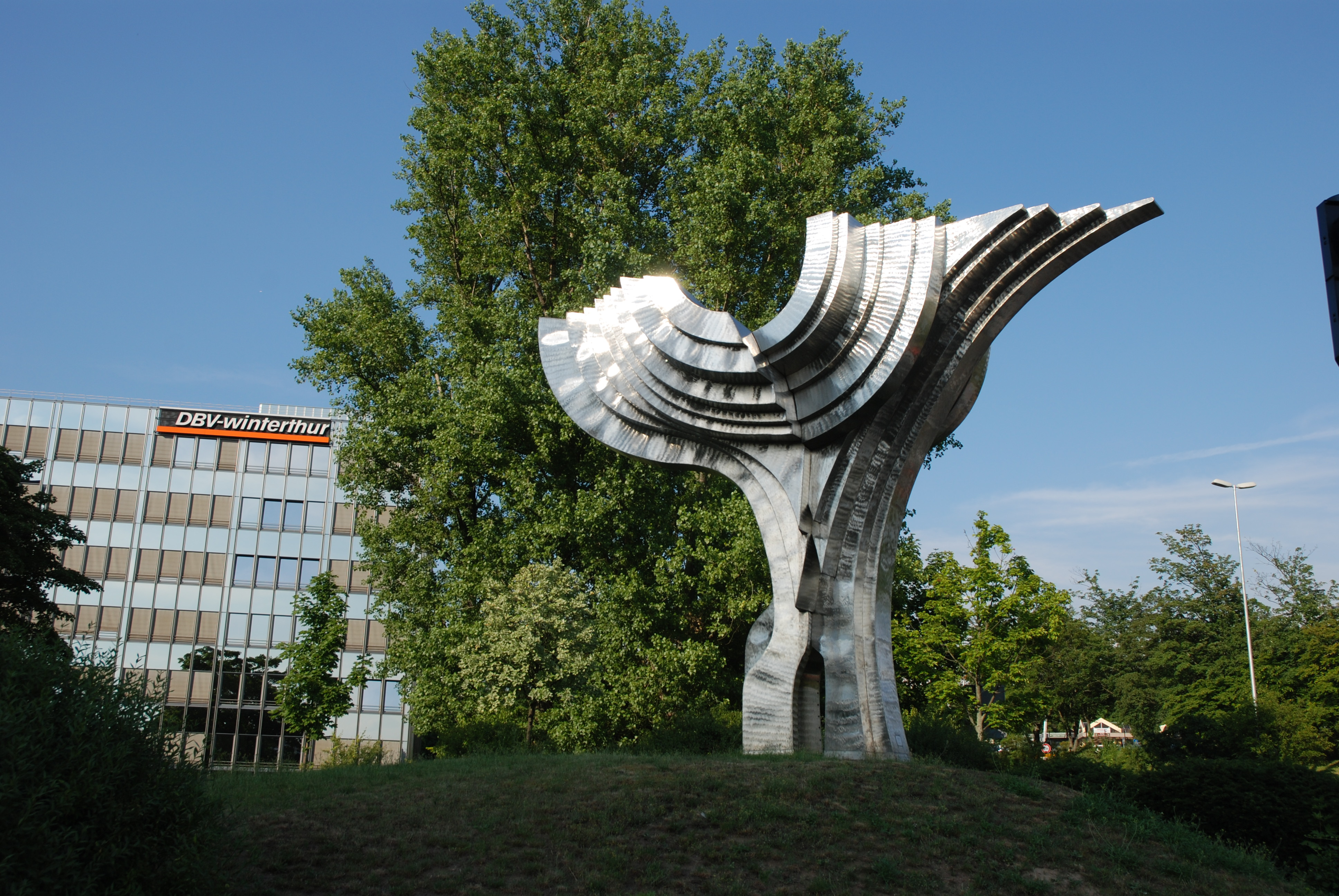
Phoenix in Wiesbaden

Bernd Rosenheim (Offenbach am Main, 11 september 1931) is een Duitse beeldhouwer, schilder, graficus, auteur en documentairemaker.

## Leven en werk
Bernd Günther Rosenheim studeerde vanaf 1948 eerst illustratie aan de Hochschule für Gestaltung Offenbach am Main, gevolgd door een opleiding kunstpedagogie aan de Kunsthochschule Kassel, muur- en glasschilderkunst aan de Städelschule in Frankfurt am Main en ten slotte tot 1962 de vakken kunsthistorie, geschiedenis, archeologie en filosofie aan de universiteiten van Frankfurt am Main (de Johann Wolfgang Goethe-Universität) en Gießen (de Justus-Liebig-Universität). Gedurende 1956 en 1957 verbleef Rosenheim met een beurs van de Deutscher Akademischer Austauschdienst in Rome. Verdere reizen voerden hem door Europa, Azië en Zuid-Amerika. Rosenheim had een eerste tentoonstelling van zijn schilderwerk in galerie Little Studio in New York.
Het werk van Rosenheim bestaat uit schilderijen, beeldhouwwerk en grafiek, alsmede een mengvorm zoals beschilderde muurobjecten. Zijn grote sculpturen voor de openbare ruimte maakte Rosenheim vanaf het begin der zeventiger jaren. Zowel in zijn schilder- als in zijn beeldhouwwerk is eenzelfde ontwikkeling zichtbaar van expressionistisch, via geometrisch werk naar sterk gereduceerde abstracte kunst. Thans werkt hij weer figuratief.
In 1993 stichtte de kunstenaar, ter bevordering van de hedendaagse kunst, de Bernd-Rosenheim-Stiftung in Offenbach. Het door de stichting in het leven geroepen Rosenheim-Museum werd in 2008 voor het publiek geopend. Naast de permanente Bernd Rosenheim-expositie worden wisseltentoonstellingen georganiseerd van hedendaagse kunst.
Bernd Rosenheim leeft en werkt in Ierland en in Zwitserland.

## Werken (selectie)
- 1970 Sphäre (rvs) in Darmstadt
- 1971 Flamme (rvs) in Offenbach
- 1973 Durchdringung (rvs) in Offenbach
- 1975 Phoenix (rvs) in Wiesbaden
- 1993 Stele des alten Kriegers (hout)
- 1998 Stele der barbarischen Göttin (rvs/brons)
- 2001 Maske des Minotaurus (brons)